# Felicyta
Felicyta – imię żeńskie pochodzenia łacińskiego, powstałe od wyrazu pospolitego felicitas, „urodzaj”, „szczęśliwość”, „błogosławieństwo”. Jedną z form zdrobniałych jest być może imię Zyta, obecnie funkcjonujące samodzielnie. Patronką tego imienia jest św. Felicyta z Kartaginy (†203).
Felicyta imieniny obchodzi: 6 marca, 7 marca, 4 września (jako wspomnienie bł. Marii Felicyty) i 23 listopada.

## Osoby noszące imię Felicyta
- św. Felicyta z Kartaginy (†203) – męczennica
- św. Felicyta z Rzymu – męczennica
- bł. Maria Felicyta – nazaretanka
- Felicitas Goodman – węgierska antropolog kultury, religioznawczyni, językoznawczyni
- Felicity Huffman – aktorka amerykańska
- Klaudia Felicyta Habsburg – arcyksiężniczka austriacka.